# Catherine Baas

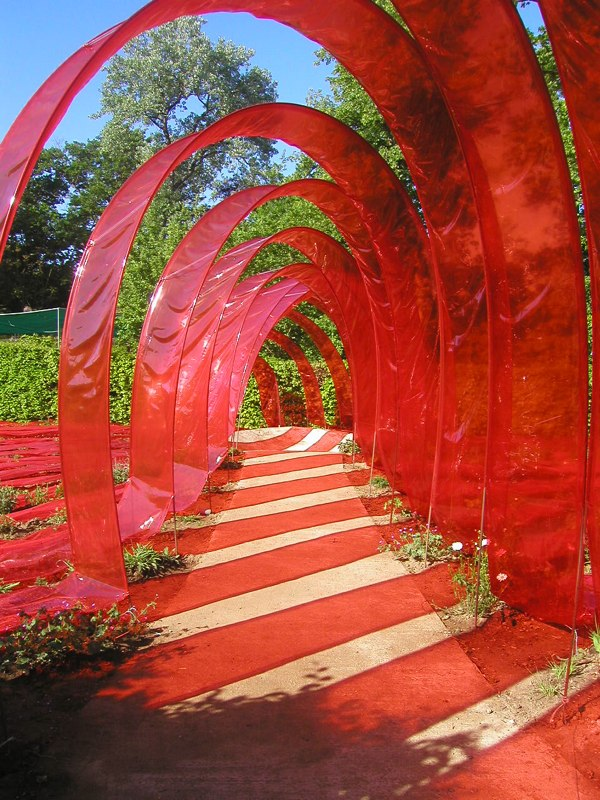
Œuvre de Catherine Baas - Chaumont-sur-Loire en 2003

Catherine Baas, née en 1967 à Grenoble, est une artiste plasticienne contemporaine française spécialisée dans l’art environnemental. Elle crée principalement des œuvres et sculptures in situ, intégrant des éléments naturels dans des environnements extérieurs ouverts au public. Ses créations mettent en relation l'art, l'écologie et la botanique.

## Biographie
Catherine Baas est diplômée des Beaux-Arts de Grenoble et commence sa carrière en tant qu’architecte d’intérieur au sein d'un cabinet spécialisé. Son parcours dans l’architecture l’amène à développer une pratique artistique en lien avec les espaces naturels, alliant esthétique et sensibilisation environnementale.
De 2006 à 2020, elle enseigne l’histoire de l’art et les pratiques artistiques à l’Université Jean-Moulin-Lyon-III.

## Œuvre
L’artiste réalise principalement des installations in situ, intégrées dans des espaces naturels comme des forêts, des jardins ou des parcs. Elle s’approprie l’espace pour y installer ses œuvres, souvent teintées de rouge ou de bleu. Ses œuvres sont installées de manière à « tisser une relation intime entre le spectateur et la nature », notamment avec les arbres et les végétaux qui occupent une place centrale dans ses créations,. L'artiste conçoit ses réalisations dans le respect de l’environnement, en veillant à ce que le vivant puisse évoluer librement autour de ses installations.
L’artiste conçoit aussi bien des œuvres éphémèresque pérennes. En 2019, elle conçoit l’installation Kairos pour la mairie de Guingamp. Son travail s’installe alors dans la prairie de Rustang. Composée de structures rouge coquelicot, elle tisse un lien entre mémoire, espace naturel et urbanité.
Pour la fabrication et l’installation de ses œuvres, l’artiste travaille en collaboration avec des spécialistes des différents matériaux, du bois au béton en passant par le métal. Elle fait également appel à des experts du monde végétal pour concevoir ses créations, comme des paysagistes et des archéo-botanistes.